# EHF-Europapokal der Pokalsieger der Frauen 2011/12
Am EHF-Europapokal der Pokalsieger 2011/12 nahmen 46 Handball-Vereinsmannschaften teil, die sich in der vorangegangenen Saison in ihren Heimatländern im Pokalwettbewerb für den Wettbewerb qualifiziert hatten oder aus der Champions League 11/12 ausgeschieden waren. Es war die 37. Austragung des EHF-Europapokal der Pokalsieger-wettbewerbs. Die Pokalspiele begannen am 3. September 2011, das Rückrundenfinale fand am 13. Mai 2012 statt. Titelverteidiger des EHF-Europapokal der Pokalsieger war der ungarische Verein Ferencvarosi Torna Club. Der Titelgewinner in der Saison war der ungarische Verein und Titelverteidiger FTC-Rail Cargo Hungaria.

## Runde 1
Es nahmen 4 Teams, die sich vorher für den Wettbewerb qualifiziert hatten, teil.
Die Auslosung der 1. Runde fand am 26. Juli 2011 um 11:00 Uhr (UTC+2) in Wien statt.
Die Hinspiele fanden am 3. September 2011 statt. Die Rückspiele fanden am 10. September 2011 statt.

### Qualifizierte Teams
| Topf 1: - Initia Hasselt - RK Žito Prilep | Topf 2: - ZRK Krka - HC Garliava-SM |

### Ausgeloste Spiele und Ergebnisse
| Mannschaft 1                | Mannschaft 2               | Hinspiel             | Rückspiel            | Gesamt  |
| --------------------------- | -------------------------- | -------------------- | -------------------- | ------- |
| HC Garliava-SM Butenaite 15 | RK Žito Prilep Klikovac 13 | 03.09. Sa. 13:00 Uhr | 10.09. Sa. 19:00 Uhr | 49 : 59 |
| HC Garliava-SM Butenaite 15 | RK Žito Prilep Klikovac 13 | 19 : 22 (10 : 12)    | 30 : 37 (12 : 19)    | 49 : 59 |
| HC Garliava-SM Butenaite 15 | RK Žito Prilep Klikovac 13 | 600 Zuschauer        | 1.000 Zuschauer      | 49 : 59 |
| Initia Hasselt Goossens 18  | ZRK Krka Ahlin 10          | 03.09. Sa. 20:15 Uhr | 10.09. Sa. 19:00 Uhr | 45 : 68 |
| Initia Hasselt Goossens 18  | ZRK Krka Ahlin 10          | 24 : 32 (11 : 16)    | 21 : 36 (10 : 14)    | 45 : 68 |
| Initia Hasselt Goossens 18  | ZRK Krka Ahlin 10          | 150 Zuschauer        | 250 Zuschauer        | 45 : 68 |

## Runde 2
Es nahmen die 2 Sieger der 1. Runde, die 8 Mannschaften der Champions League Qualifikation 1&2 und die 22 Mannschaften, die sich vorher für den Wettbewerb qualifiziert hatten, teil.
Die Auslosung der 2. Runde fand am 26. Juli 2011 um 11:00 Uhr (UTC+2) in Wien statt.
Die Hinspiele fanden am 30. September und am 1./2./7./8. Oktober 2011 statt. Die Rückspiele fanden am 1./2./8./9. Oktober 2011 statt.

### Qualifizierte Teams
| Topf 1: - FTC-Rail Cargo Hungaria (Titelverteidiger) - HC Leipzig - Alcoa FCK - BM. Mar Sagunto - Levanger HK - Toulon-Saint Cyr Var HB - Zvezda Zvenigorod - HC Otelul Galati - LC Brühl Handball (3. CL Quali 1 Gruppe A) - Iuventa (3. CL Quali 1 Gruppe B) - Ormi Loux (4. CL Quali 1 Gruppe A) - Üsküdar Belediyesi (4. CL Quali 1 Gruppe B) - Rostov Don (4. CL Quali 2 Gruppe 1) - HC Britterm Veseli (4. CL Quali 2 Gruppe 2) - Gil Eanes-Lagos (4. CL Quali 2 Gruppe 3) - MizuWaAi/Dalfsen (4. CL Quali 2 Gruppe 4) | Topf 2: - ZORK Jagodina - Vistal Laczpol Gdynia - Izmir BSB SK - Westfriesland/SEW - KHF Kastrioti - Fram - OF Ionias - Union Korneuburg - HC Sassari - Madeira Andebol SAD - LK Zug Handball - Gorodnichanka Grodno - Latsia Kentriki Asfalistiki - RK Katarina Mostar - RK Žito Prilep (Sieger 1. Runde) - ZRK Krka (Sieger 1. Runde) |

### Ausgeloste Spiele und Ergebnisse
| Mannschaft 1                              | Mannschaft 2                               | Hinspiel             | Rückspiel            | Gesamt   |
| ----------------------------------------- | ------------------------------------------ | -------------------- | -------------------- | -------- |
| Ormi Loux Stankute 13                     | LK Zug Handball Hasler-Petrig 17           | 01.10. Sa. 19:00 Uhr | 02.10. So. 17:30 Uhr | 62 : 50  |
| Ormi Loux Stankute 13                     | LK Zug Handball Hasler-Petrig 17           | 34 : 24 (19 : 12)    | 28 : 26 (13 : 17)    | 62 : 50  |
| Ormi Loux Stankute 13                     | LK Zug Handball Hasler-Petrig 17           | 200 Zuschauer        | 100 Zuschauer        | 62 : 50  |
| Fram Gunarsdottir 16                      | Alcoa FCK Trischtschuk 19                  | 08.10. Sa. 18:00 Uhr | 09.10. So. 18:00 Uhr | 48 : 60  |
| Fram Gunarsdottir 16                      | Alcoa FCK Trischtschuk 19                  | 22 : 31 (11 : 19)    | 26 : 29 (15 : 13)    | 48 : 60  |
| Fram Gunarsdottir 16                      | Alcoa FCK Trischtschuk 19                  | 900 Zuschauer        | 550 Zuschauer        | 48 : 60  |
| FTC-Rail Cargo Hungaria (TV) Kovacsicz 18 | Union Korneuburg Rath 15                   | 01.10. Sa. 18:00 Uhr | 08.10. Sa. 18:00 Uhr | 95 : 41  |
| FTC-Rail Cargo Hungaria (TV) Kovacsicz 18 | Union Korneuburg Rath 15                   | 51 : 18 (28 : 12)    | 44 : 23 (19 : 10)    | 95 : 41  |
| FTC-Rail Cargo Hungaria (TV) Kovacsicz 18 | Union Korneuburg Rath 15                   | 600 Zuschauer        | 400 Zuschauer        | 95 : 41  |
| HC Sassari Chernova 14                    | Iuventa Bakhyrieva 11                      | 30.09. Fr. 17:30 Uhr | 01.10. Sa. 17:30 Uhr | 56 : 77  |
| HC Sassari Chernova 14                    | Iuventa Bakhyrieva 11                      | 27 : 37 (14 : 17)    | 29 : 40 (12 : 22)    | 56 : 77  |
| HC Sassari Chernova 14                    | Iuventa Bakhyrieva 11                      | 600 Zuschauer        | 800 Zuschauer        | 56 : 77  |
| MizuWaAi/Dalfsen Logtenberg 10            | OF Ionias Shlyakhova 16                    | 01.10. Sa. 18:00 Uhr | 02.10. So. 18:00 Uhr | 71 : 44  |
| MizuWaAi/Dalfsen Logtenberg 10            | OF Ionias Shlyakhova 16                    | 38 : 28 (19 : 14)    | 33 : 16 (14 : 07)    | 71 : 44  |
| MizuWaAi/Dalfsen Logtenberg 10            | OF Ionias Shlyakhova 16                    | 500 Zuschauer        | 300 Zuschauer        | 71 : 44  |
| RK Katarina Mostar Boras 7                | Toulon-Saint Cyr Var HB Mwasesa 15         | 07.10. Fr. 20:00 Uhr | 09.10. So. 17:00 Uhr | 32 : 71  |
| RK Katarina Mostar Boras 7                | Toulon-Saint Cyr Var HB Mwasesa 15         | 16 : 28 (11 : 15)    | 16 : 43 (06 : 17)    | 32 : 71  |
| RK Katarina Mostar Boras 7                | Toulon-Saint Cyr Var HB Mwasesa 15         | 800 Zuschauer        | 1.300 Zuschauer      | 32 : 71  |
| ZRK Krka Ackar 13                         | BM. Mar Sagunto Alonso Jimenez 17          | 30.09. Fr. 19:00 Uhr | 01.10. Sa. 19:00 Uhr | 47 : 63  |
| ZRK Krka Ackar 13                         | BM. Mar Sagunto Alonso Jimenez 17          | 23 : 30 (14 : 13)    | 24 : 33 (13 : 19)    | 47 : 63  |
| ZRK Krka Ackar 13                         | BM. Mar Sagunto Alonso Jimenez 17          | 300 Zuschauer        | 300 Zuschauer        | 47 : 63  |
| Gil Eanes-Lagos Lopes 15                  | Westfriesland/SEW Bouwer 8                 | 01.10. Sa. 19:00 Uhr | 08.10. Sa. 18:00 Uhr | 36 : 42  |
| Gil Eanes-Lagos Lopes 15                  | Westfriesland/SEW Bouwer 8                 | 17 : 22 (11 : 07)    | 19 : 20 (10 : 09)    | 36 : 42  |
| Gil Eanes-Lagos Lopes 15                  | Westfriesland/SEW Bouwer 8                 | -.--- Zuschauer      | 500 Zuschauer        | 36 : 42  |
| Madeira SAD Aguiar 10                     | Rostov Don Sen 11                          | 01.10. Sa. 16:00 Uhr | 08.10. Sa. 17:00 Uhr | 44 : 59  |
| Madeira SAD Aguiar 10                     | Rostov Don Sen 11                          | 28 : 31 (15 : 16)    | 16 : 28 (06 : 19)    | 44 : 59  |
| Madeira SAD Aguiar 10                     | Rostov Don Sen 11                          | 400 Zuschauer        | 2.000 Zuschauer      | 44 : 59  |
| HC Otelul Galati Tudor 20                 | KHF Kastrioti Xhemaili 12                  | 08.10. Sa. 11:00 Uhr | 09.10. So. 11:00 Uhr | 84 : 35  |
| HC Otelul Galati Tudor 20                 | KHF Kastrioti Xhemaili 12                  | 45 : 14 (21 : 07)    | 39 : 21 (19 : 11)    | 84 : 35  |
| HC Otelul Galati Tudor 20                 | KHF Kastrioti Xhemaili 12                  | 700 Zuschauer        | 300 Zuschauer        | 84 : 35  |
| Vistal Laczpol Gdynia Glowinska 10        | HC Leipzig Rösler 10                       | 01.10. Sa. 16:00 Uhr | 09.10. So. 15:00 Uhr | 51 : 52  |
| Vistal Laczpol Gdynia Glowinska 10        | HC Leipzig Rösler 10                       | 25 : 28 (11 : 13)    | 26 : 24 (15 : 16)    | 51 : 52  |
| Vistal Laczpol Gdynia Glowinska 10        | HC Leipzig Rösler 10                       | 1.000 Zuschauer      | 2.500 Zuschauer      | 51 : 52  |
| Levanger HK Loken 9                       | Izmir BSB SK Atalar 10                     | 01.10. Sa. 17:00 Uhr | 02.10. So. 18:00 Uhr | 69 : 35  |
| Levanger HK Loken 9                       | Izmir BSB SK Atalar 10                     | 35 : 18 (17 : 08)    | 34 : 17 (17 : 10)    | 69 : 35  |
| Levanger HK Loken 9                       | Izmir BSB SK Atalar 10                     | 600 Zuschauer        | 700 Zuschauer        | 69 : 35  |
| Üsküdar Belediyesi Sevgilican 12          | Latsia Kentriki Asfalistiki Lebelionyte 26 | 02.10. So. 17:00 Uhr | 09.10. So. 19:00 Uhr | 73 : 50  |
| Üsküdar Belediyesi Sevgilican 12          | Latsia Kentriki Asfalistiki Lebelionyte 26 | 40 : 27 (20 : 13)    | 33 : 23 (18 : 10)    | 73 : 50  |
| Üsküdar Belediyesi Sevgilican 12          | Latsia Kentriki Asfalistiki Lebelionyte 26 | 500 Zuschauer        | 400 Zuschauer        | 73 : 50  |
| Zvezda Zvenigorod Kusnezowa 17            | ZORK Jagodina Dmitrovic 14                 | 01.10. Sa. 17:00 Uhr | 08.10. Sa. 19:00 Uhr | 60 : 55  |
| Zvezda Zvenigorod Kusnezowa 17            | ZORK Jagodina Dmitrovic 14                 | 31 : 21 (18 : 07)    | 29 : 34 (15 : 22)    | 60 : 55  |
| Zvezda Zvenigorod Kusnezowa 17            | ZORK Jagodina Dmitrovic 14                 | 900 Zuschauer        | 1.800 Zuschauer      | 60 : 55  |
| HC Britterm Veseli Chmelarova 14          | RK Žito Prilep Pavićević 10                | 01.10. Sa. 18:00 Uhr | 08.10. Sa. 19:00 Uhr | 42* : 42 |
| HC Britterm Veseli Chmelarova 14          | RK Žito Prilep Pavićević 10                | 24 : 17 (14 : 10)    | 18 : 25 (08 : 13)    | 42* : 42 |
| HC Britterm Veseli Chmelarova 14          | RK Žito Prilep Pavićević 10                | 400 Zuschauer        | 500 Zuschauer        | 42* : 42 |
| Gorodnichanka Grodno Vasileuskaya 21      | LC Brühl Handball Scheffold 16             | 08.10. Sa. 18:00 Uhr | 09.10. So. 17:00 Uhr | 63 : 54  |
| Gorodnichanka Grodno Vasileuskaya 21      | LC Brühl Handball Scheffold 16             | 36 : 30 (18 : 15)    | 27 : 24 (11 : 11)    | 63 : 54  |
| Gorodnichanka Grodno Vasileuskaya 21      | LC Brühl Handball Scheffold 16             | 500 Zuschauer        | 500 Zuschauer        | 63 : 54  |

* HC Britterm Veseli qualifizierte sich aufgrund der Auswärtstorregel für die nächste Runde.

## Runde 3
Es nahmen die 16 Sieger der 2. Runde und die 8 zweit- und drittplatzierten der Champions League Qualifikation 2 teil.
Die Auslosung der 3. Runde fand am 11. Oktober 2011 um 11:00 Uhr (UTC+1) in Wien statt.
Die Hinspiele fanden am 4./5./6./11./12. November 2011 statt. Die Rückspiele fanden am 6./12./13. November 2011 statt.

### Qualifizierte Teams
| - "U" Jolidon Cluj Napoca (2. CL Quali 2 Gruppe 1) - HC Metalurg Skopje (2. CL Quali 2 Gruppe 2) - DVSC-Korvex (2. CL Quali 2 Gruppe 3) - IK Sävehof (2. CL Quali 2 Gruppe 4) - RK Zajecar (3. CL Quali 2 Gruppe 1) - BM. Elda Prestigio (3. CL Quali 2 Gruppe 2) - SPR Lublin SSA (3. CL Quali 2 Gruppe 3) - Tertnes Bergen (3. CL Quali 2 Gruppe 4) - FTC-Rail Cargo Hungaria (TV) (Sieger 2. Runde) - HC Leipzig (Sieger 2. Runde) - Alcoa FCK (Sieger 2. Runde) - BM. Mar Sagunto (Sieger 2. Runde) | - Levanger HK (Sieger 2. Runde) - Toulon-Saint Cyr Var HB (Sieger 2. Runde) - Zvezda Zvenigorod (Sieger 2. Runde) - HC Otelul Galati (Sieger 2. Runde) - Iuventa (Sieger 2. Runde) - Ormi Loux (Sieger 2. Runde) - Üsküdar Belediyesi (Sieger 2. Runde) - Rostov Don (Sieger 2. Runde) - HC Britterm Veseli (Sieger 2. Runde) - MizuWaAi/Dalfsen (Sieger 2. Runde) - Westfriesland/SEW (Sieger 2. Runde) - Gorodnichanka Grodno (Sieger 2. Runde) |

### Ausgeloste Spiele und Ergebnisse
| Mannschaft 1                         | Mannschaft 2                                | Hinspiel             | Rückspiel            | Gesamt  |
| ------------------------------------ | ------------------------------------------- | -------------------- | -------------------- | ------- |
| Ormi Loux Stankute 15                | DVSC-Korvex Kazai 15                        | 05.11. Sa. 18:00 Uhr | 06.11. So. 16:00 Uhr | 53 : 72 |
| Ormi Loux Stankute 15                | DVSC-Korvex Kazai 15                        | 27 : 31 (10 : 18)    | 26 : 41 (10 : 20)    | 53 : 72 |
| Ormi Loux Stankute 15                | DVSC-Korvex Kazai 15                        | 700 Zuschauer        | 500 Zuschauer        | 53 : 72 |
| Tertnes Bergen Reinkind 16           | Zvezda Zvenigorod Kusnezowa 10              | 04.11. Fr. 18:00 Uhr | 06.11. So. 18:00 Uhr | 48 : 62 |
| Tertnes Bergen Reinkind 16           | Zvezda Zvenigorod Kusnezowa 10              | 23 : 29 (11 : 11)    | 25 : 33 (09 : 15)    | 48 : 62 |
| Tertnes Bergen Reinkind 16           | Zvezda Zvenigorod Kusnezowa 10              | 1.000 Zuschauer      | 900 Zuschauer        | 48 : 62 |
| SPR Lublin SSA Byzdra 12             | HC Britterm Veseli Drotarova 8              | 06.11. So. 17:30 Uhr | 12.11. Sa. 17:00 Uhr | 53 : 43 |
| SPR Lublin SSA Byzdra 12             | HC Britterm Veseli Drotarova 8              | 29 : 18 (15 : 08)    | 24 : 25 (14 : 11)    | 53 : 43 |
| SPR Lublin SSA Byzdra 12             | HC Britterm Veseli Drotarova 8              | 300 Zuschauer        | 400 Zuschauer        | 53 : 43 |
| HC Otelul Galati Horje 25            | HC Metalurg Skopje Bajramoska 15            | 05.11. Sa. 11:00 Uhr | 12.11. Sa. 18:00 Uhr | 53 : 54 |
| HC Otelul Galati Horje 25            | HC Metalurg Skopje Bajramoska 15            | 30 : 25 (14 : 13)    | 23 : 29 (11 : 15)    | 53 : 54 |
| HC Otelul Galati Horje 25            | HC Metalurg Skopje Bajramoska 15            | 600 Zuschauer        | 800 Zuschauer        | 53 : 54 |
| BM. Mar Sagunto Alonso Jimenez 16    | Gorodnichanka Grodno Vasileuskaya 12        | 05.11. Sa. 18:30 Uhr | 12.11. Sa. 17:00 Uhr | 56 : 49 |
| BM. Mar Sagunto Alonso Jimenez 16    | Gorodnichanka Grodno Vasileuskaya 12        | 30 : 28 (14 : 12)    | 26 : 21 (13 : 09)    | 56 : 49 |
| BM. Mar Sagunto Alonso Jimenez 16    | Gorodnichanka Grodno Vasileuskaya 12        | 350 Zuschauer        | 500 Zuschauer        | 56 : 49 |
| MizuWaAi/Dalfsen Smits 13            | RK Zajecar Erić 10                          | 11.11. Fr. 19:00 Uhr | 12.11. Sa. 19:00 Uhr | 46 : 57 |
| MizuWaAi/Dalfsen Smits 13            | RK Zajecar Erić 10                          | 24 : 27 (16 : 15)    | 22 : 30 (11 : 14)    | 46 : 57 |
| MizuWaAi/Dalfsen Smits 13            | RK Zajecar Erić 10                          | 2.300 Zuschauer      | 2.200 Zuschauer      | 46 : 57 |
| Alcoa FCK Tilinger 18                | Üsküdar Belediyesi Yilmaz 15                | 05.11. Sa. 20:00 Uhr | 13.11. So. 17:00 Uhr | 62 : 54 |
| Alcoa FCK Tilinger 18                | Üsküdar Belediyesi Yilmaz 15                | 35 : 23 (16 : 13)    | 27 : 31 (12 : 15)    | 62 : 54 |
| Alcoa FCK Tilinger 18                | Üsküdar Belediyesi Yilmaz 15                | 700 Zuschauer        | 250 Zuschauer        | 62 : 54 |
| Toulon-Saint Cyr Var HB Mwasesa 18   | HC Leipzig Visser 13                        | 06.11. So. 17:00 Uhr | 13.11. So. 15:00 Uhr | 52 : 53 |
| Toulon-Saint Cyr Var HB Mwasesa 18   | HC Leipzig Visser 13                        | 31 : 27 (15 : 13)    | 21 : 26 (08 : 12)    | 52 : 53 |
| Toulon-Saint Cyr Var HB Mwasesa 18   | HC Leipzig Visser 13                        | 500 Zuschauer        | 3.000 Zuschauer      | 52 : 53 |
| Westfriesland/SEW Bouwer 9           | FTC-Rail Cargo Hungaria (TV) Szucsánszki 12 | 05.11. Sa. 18:00 Uhr | 13.11. So. 18:00 Uhr | 40 : 72 |
| Westfriesland/SEW Bouwer 9           | FTC-Rail Cargo Hungaria (TV) Szucsánszki 12 | 19 : 34 (11 : 18)    | 21 : 38 (13 : 20)    | 40 : 72 |
| Westfriesland/SEW Bouwer 9           | FTC-Rail Cargo Hungaria (TV) Szucsánszki 12 | 550 Zuschauer        | 800 Zuschauer        | 40 : 72 |
| BM. Elda Prestigio Frances Aguado 10 | Rostov Don Jarzewa 15                       | 12.11. Sa. 17:00 Uhr | 13.11. So. 17:00 Uhr | 45 : 66 |
| BM. Elda Prestigio Frances Aguado 10 | Rostov Don Jarzewa 15                       | 21 : 32 (10 : 14)    | 24 : 34 (11 : 15)    | 45 : 66 |
| BM. Elda Prestigio Frances Aguado 10 | Rostov Don Jarzewa 15                       | 2.000 Zuschauer      | 2.000 Zuschauer      | 45 : 66 |
| "U" Jolidon Cluj Napoc Tivadar 14    | Levanger HK Pekarskyte 11                   | 12.11. Sa. 17:00 Uhr | 13.11. So. 17:00 Uhr | 59 : 40 |
| "U" Jolidon Cluj Napoc Tivadar 14    | Levanger HK Pekarskyte 11                   | 27 : 33 (15 : 11)    | 32 : 17 (15 : 08)    | 59 : 40 |
| "U" Jolidon Cluj Napoc Tivadar 14    | Levanger HK Pekarskyte 11                   | 1.500 Zuschauer      | 1.400 Zuschauer      | 59 : 40 |
| Iuventa Bakhyrieva 12                | IK Sävehof Odén 13                          | 05.11. Sa. 15:00 Uhr | 06.11. So. 16:30 Uhr | 57 : 62 |
| Iuventa Bakhyrieva 12                | IK Sävehof Odén 13                          | 33 : 37 (19 : 20)    | 24 : 25 (13 : 15)    | 57 : 62 |
| Iuventa Bakhyrieva 12                | IK Sävehof Odén 13                          | 300 Zuschauer        | 300 Zuschauer        | 57 : 62 |

## Achtelfinale
Es nahmen die 12 Sieger der 3. Runde und die 4 drittplatzierten der Champions League Gruppenphase teil.
Die Auslosung des Achtelfinales fand am 15. November 2011 um 11:00 Uhr (UTC+2) in Wien statt.
Die Hinspiele fanden am 4./5./10. Februar 2012 statt. Die Rückspiele fanden am 11./12. Februar 2012 statt.

### Qualifizierte Teams
| - Byåsen IL (3. CL Gruppenphase Gruppe 1) - Viborg HK (3. CL Gruppenphase Gruppe 2) - Randers HK (3. CL Gruppenphase Gruppe 3) - Dinamo Volgograd (3. CL Gruppenphase Gruppe 4) - "U" Jolidon Cluj Napoca (Sieger 3. Runde) - HC Metalurg Skopje (Sieger 3. Runde) - DVSC-Korvex (Sieger 3. Runde) - IK Sävehof (Sieger 3. Runde) | - RK Zajecar (Sieger 3. Runde) - SPR Lublin SSA (Sieger 3. Runde) - FTC-Rail Cargo Hungaria (TV) (Sieger 3. Runde) - HC Leipzig (Sieger 3. Runde) - Alcoa FCK (Sieger 3. Runde) - BM. Mar Sagunto (Sieger 3. Runde) - Zvezda Zvenigorod (Sieger 3. Runde) - Rostov Don (Sieger 3. Runde) |

### Ausgeloste Spiele und Ergebnisse
| Mannschaft 1                            | Mannschaft 2                           | Hinspiel             | Rückspiel            | Gesamt  |
| --------------------------------------- | -------------------------------------- | -------------------- | -------------------- | ------- |
| Rostov Don Schymkute 11                 | FTC-Rail Cargo Hungaria (TV) Zácsik 15 | 05.02. So. 17:00 Uhr | 11.02. Sa. 18:00 Uhr | 46 : 54 |
| Rostov Don Schymkute 11                 | FTC-Rail Cargo Hungaria (TV) Zácsik 15 | 23 : 22 (13 : 08)    | 23 : 32 (11 : 15)    | 46 : 54 |
| Rostov Don Schymkute 11                 | FTC-Rail Cargo Hungaria (TV) Zácsik 15 | 2.300 Zuschauer      | 1.200 Zuschauer      | 46 : 54 |
| "U" Jolidon Cluj Napoca Ani Senocico 14 | Dinamo Volgograd Chmyrowa 14           | 04.02. Sa. 17:00 Uhr | 11.02. Sa. 14:00 Uhr | 55 : 64 |
| "U" Jolidon Cluj Napoca Ani Senocico 14 | Dinamo Volgograd Chmyrowa 14           | 24 : 29 (11 : 15)    | 31 : 35 (22 : 18)    | 55 : 64 |
| "U" Jolidon Cluj Napoca Ani Senocico 14 | Dinamo Volgograd Chmyrowa 14           | 1.900 Zuschauer      | 1.400 Zuschauer      | 55 : 64 |
| Byåsen IL Alstad 14                     | SPR Lublin SSA Obrusiewicz 9           | 05.02. So. 18:00 Uhr | 11.02. Sa. 17:00 Uhr | 56 : 46 |
| Byåsen IL Alstad 14                     | SPR Lublin SSA Obrusiewicz 9           | 37 : 23 (20 : 14)    | 19 : 23 (09 : 10)    | 56 : 46 |
| Byåsen IL Alstad 14                     | SPR Lublin SSA Obrusiewicz 9           | 950 Zuschauer        | 350 Zuschauer        | 56 : 46 |
| HC Leipzig Kudłacz 9                    | HC Metalurg Skopje Krpež 15            | 05.02. So. 15:00 Uhr | 12.02. So. 17:00 Uhr | 48 : 39 |
| HC Leipzig Kudłacz 9                    | HC Metalurg Skopje Krpež 15            | 25 : 13 (10 : 06)    | 23 : 26 (13 : 10)    | 48 : 39 |
| HC Leipzig Kudłacz 9                    | HC Metalurg Skopje Krpež 15            | 3.300 Zuschauer      | 600 Zuschauer        | 48 : 39 |
| BM. Mar Sagunto Alonso Jimenez 18       | DVSC-Korvex Kudor 12                   | 10.02. Fr. 18:00 Uhr | 11.02. Sa. 18:00 Uhr | 53 : 59 |
| BM. Mar Sagunto Alonso Jimenez 18       | DVSC-Korvex Kudor 12                   | 25 : 31 (12 : 14)    | 28 : 28 (15 : 14)    | 53 : 59 |
| BM. Mar Sagunto Alonso Jimenez 18       | DVSC-Korvex Kudor 12                   | 1.000 Zuschauer      | 900 Zuschauer        | 53 : 59 |
| Alcoa FCK Tilinger 14                   | RK Zajecar Peraica 10                  | 05.02. So. 16:00 Uhr | 11.02. Sa. 19:00 Uhr | 41 : 44 |
| Alcoa FCK Tilinger 14                   | RK Zajecar Peraica 10                  | 24 : 20 (11 : 06)    | 17 : 24 (10 : 14)    | 41 : 44 |
| Alcoa FCK Tilinger 14                   | RK Zajecar Peraica 10                  | 1.200 Zuschauer      | 2.300 Zuschauer      | 41 : 44 |
| Viborg HK Jurack 10                     | IK Sävehof Alm 14                      | 05.02. So. 15:00 Uhr | 11.02. Sa. 18:15 Uhr | 66 : 54 |
| Viborg HK Jurack 10                     | IK Sävehof Alm 14                      | 29 : 28 (15 : 11)    | 37 : 26 (17 : 14)    | 66 : 54 |
| Viborg HK Jurack 10                     | IK Sävehof Alm 14                      | 1.200 Zuschauer      | 1.700 Zuschauer      | 66 : 54 |
| Randers HK Dalby 13                     | Zvezda Zvenigorod Postnowa 12          | 04.02. Sa. 14:30 Uhr | 11.02. Sa. 17:00 Uhr | 49 : 55 |
| Randers HK Dalby 13                     | Zvezda Zvenigorod Postnowa 12          | 26 : 25 (11 : 10)    | 23 : 30 (15 : 15)    | 49 : 55 |
| Randers HK Dalby 13                     | Zvezda Zvenigorod Postnowa 12          | 1.300 Zuschauer      | 1.000 Zuschauer      | 49 : 55 |

## Viertelfinale
Es nahmen die 8 Sieger aus dem Achtelfinale teil.
Die Auslosung des Viertelfinales fand am 14. Februar 2012 um 11:00 Uhr (UTC+2) in Wien statt.
Die Hinspiele fanden am 3./4. März 2012 statt. Die Rückspiele fanden vom 10. bis 12. März 2012 statt.

### Qualifizierte Teams
| - Byåsen IL - Viborg HK - Dinamo Volgograd - DVSC-Korvex | - RK Zajecar - FTC-Rail Cargo Hungaria (Titelverteidiger) - HC Leipzig - Zvezda Zvenigorod |

### Ausgeloste Spiele und Ergebnisse
| Mannschaft 1                              | Mannschaft 2                       | Hinspiel             | Rückspiel            | Gesamt  |
| ----------------------------------------- | ---------------------------------- | -------------------- | -------------------- | ------- |
| Byåsen IL Alstad 14                       | HC Leipzig Lang 12                 | 04.03. So. 18:00 Uhr | 12.03. Mo. 19:30 Uhr | 48 : 55 |
| Byåsen IL Alstad 14                       | HC Leipzig Lang 12                 | 28 : 29 (18 : 19)    | 20 : 26 (11 : 15)    | 48 : 55 |
| Byåsen IL Alstad 14                       | HC Leipzig Lang 12                 | 750 Zuschauer        | 3.350 Zuschauer      | 48 : 55 |
| RK Zajecar Peraica 11                     | Dinamo Volgograd Borschtschenko 18 | 03.03. Sa. 19:00 Uhr | 10.03. Sa. 14:00 Uhr | 54 : 63 |
| RK Zajecar Peraica 11                     | Dinamo Volgograd Borschtschenko 18 | 28 : 31 (15 : 15)    | 26 : 32 (11 : 13)    | 54 : 63 |
| RK Zajecar Peraica 11                     | Dinamo Volgograd Borschtschenko 18 | 2.300 Zuschauer      | 1.500 Zuschauer      | 54 : 63 |
| FTC-Rail Cargo Hungaria (TV) Kovacsicz 14 | Zvezda Zvenigorod Postnowa 12      | 03.03. Sa. 20:00 Uhr | 10.03. Sa. 17:00 Uhr | 67 : 55 |
| FTC-Rail Cargo Hungaria (TV) Kovacsicz 14 | Zvezda Zvenigorod Postnowa 12      | 32 : 24 (21 : 11)    | 35 : 31 (15 : 14)    | 67 : 55 |
| FTC-Rail Cargo Hungaria (TV) Kovacsicz 14 | Zvezda Zvenigorod Postnowa 12      | 1.200 Zuschauer      | 900 Zuschauer        | 67 : 55 |
| Viborg HK Althaus 14                      | DVSC-Korvex Dakos 6                | 04.03. So. 15:00 Uhr | 11.03. So. 16:00 Uhr | 81 : 50 |
| Viborg HK Althaus 14                      | DVSC-Korvex Dakos 6                | 42 : 25 (19 : 13)    | 39 : 25 (22 : 11)    | 81 : 50 |
| Viborg HK Althaus 14                      | DVSC-Korvex Dakos 6                | 2.500 Zuschauer      | 1.000 Zuschauer      | 81 : 50 |

## Halbfinale
Es nahmen die 4 Sieger aus dem Viertelfinale teil.
Die Auslosung des Halbfinales fand am 13. März 2012 um 15:00 Uhr (UTC+2) in Wien statt.
Die Hinspiele fanden am 31. März und 1. April 2012 statt. Die Rückspiele fanden am 7./9. April 2012 statt.

### Qualifizierte Teams
| - Viborg HK - Dinamo Volgograd | - FTC-Rail Cargo Hungaria (Titelverteidiger) - HC Leipzig |

### Ausgeloste Spiele und Ergebnisse
| Mannschaft 1                           | Mannschaft 2                    | Hinspiel             | Rückspiel            | Gesamt  |
| -------------------------------------- | ------------------------------- | -------------------- | -------------------- | ------- |
| FTC-Rail Cargo Hungaria (TV) Tomori 13 | Dinamo Wolgograd Kotschetowa 17 | 31.03. Sa. 20:00 Uhr | 07.04. Sa. 14:00 Uhr | 69 : 64 |
| FTC-Rail Cargo Hungaria (TV) Tomori 13 | Dinamo Wolgograd Kotschetowa 17 | 34 : 26 (20 : 08)    | 35 : 38 (18 : 17)    | 69 : 64 |
| FTC-Rail Cargo Hungaria (TV) Tomori 13 | Dinamo Wolgograd Kotschetowa 17 | 3.000 Zuschauer      | 1.500 Zuschauer      | 69 : 64 |
| HC Leipzig Augsburg 10                 | Viborg HK Jurack 11             | 01.04. So. 15:30 Uhr | 09.04. Mo. 16:50 Uhr | 57 : 62 |
| HC Leipzig Augsburg 10                 | Viborg HK Jurack 11             | 30 : 29 (14 : 15)    | 27 : 33 (11 : 14)    | 57 : 62 |
| HC Leipzig Augsburg 10                 | Viborg HK Jurack 11             | 5.200 Zuschauer      | 1.750 Zuschauer      | 57 : 62 |

## Finale
Es nahmen die 2 Sieger aus dem Halbfinale teil.
Die Auslosung des Finales fand am 10. April 2012 um 11:00 Uhr (UTC+2) in Wien statt.
Das Hinspiel fand am 6. Mai 2012 statt. Das Rückspiel fand am 13. Mai 2012 statt.

### Qualifizierte Teams
| - Viborg HK - FTC-Rail Cargo Hungaria (Titelverteidiger) |

### Ausgeloste Spiele und Ergebnisse
| Mannschaft 1                 | Mannschaft 2 | Hinspiel             | Rückspiel            | Gesamt  |
| ---------------------------- | ------------ | -------------------- | -------------------- | ------- |
| FTC-Rail Cargo Hungaria (TV) | Viborg HK    | 06.05. So. 18:30 Uhr | 13.05. So. 16:40 Uhr | 62 : 60 |
| FTC-Rail Cargo Hungaria (TV) | Viborg HK    | 31 : 30 (14 : 12)    | 31 : 30 (15 : 12)    | 62 : 60 |

### Hinspiel
FTC-Rail Cargo Hungaria – Viborg HK  31 : 30 (14 : 12)
6. Mai 2012 in Dabas, City Hall Dabas, 2.500 Zuschauer.
FTC-Rail Cargo Hungaria: Abramovich, Pastrovics – Szucsánszki   (6), Tomori  (6), Szamoránsky  (5), Zácsik (5), Živković (5), Kovacsicz  (3), Szarka (1), Cifra  , Dajka, Deáki, Lukács, Such, Szadvari 
Viborg HK: Due, Pedersen – Skov   (8), Frafjord (5), Fisker (4), Gulldén   (4), Althaus   (3), Jurack  (3), Ahlm (2), Chebbah (1), Dornonville de la Cour, Larsen, Mikkelsen, Poulsen, Vărzaru
Schiedsrichter:  Joanna Brehmer und Agnieszka Skowronek
Quelle: Spielbericht

### Rückspiel
Viborg HK – FTC-Rail Cargo Hungaria  30 : 31 (12 : 15)
13. Mai 2012 in Viborg, Viborg Stadionhal, 2.500 Zuschauer.
Viborg HK: Due, Pedersen – Skov   (10), Jurack  (5), Frafjord  (4), Gulldén  (4), Vărzaru (3), Ahlm (2), Fisker (2), Althaus , Andersen, Chebbah, Dornonville de la Cour, Larsen, Mikkelsen, Poulsen
FTC-Rail Cargo Hungaria: Abramovich, Pastrovics – Kovacsicz  (6), Szucsánszki   (6), Szamoránsky  (5), Zácsik (4), Živković (4), Szadvari (2), Tomori  (2), Deáki (1), Szarka (1), Cifra , Dajka, Lukács, Such
Schiedsrichter:  Charlotte Bonaventura und Julie Bonaventura
Quelle: Spielbericht